# Cens (localité)
Pour les articles homonymes, voir Cens.
Cens (en wallon : Cins prononcé /sɛ̃/ (sin)) est un hameau de la commune belge de Tenneville située en Région wallonne dans la province de Luxembourg.
Avant la fusion des communes de 1977, Cens faisait partie de la commune d'Erneuville.

## Étymologie
Cens provient du latin Censum signifiant la redevance due par des tenanciers au seigneur du fief. La localité est citée dans un acte de vente daté de mai 1282.

## Situation
Implanté à la naissance d'un vallon arrosé par le minuscule ru de Cens, ce hameau d'Ardenne regroupe ses habitations (principalement des fermes) autour de son église construite sur une hauteur. Le hameau initial s'est agrandi vers le sud-ouest par la construction d'habitations récentes qui occupent désormais l'espace entre Cens et le hameau de Tresfontaine.
Cens se trouve à 4,5 km au nord-est de Tenneville et à 2,5 km au sud-est d'Erneuville.

## Patrimoine
L'église dédiée à Notre-Dame de l'Annonciation est d'origine romane. Son clocher à bulbe est de forme octogonale. L'église est entourée par le cimetière lui-même ceint par un mur en pierre du pays.
Parmi les fermes du hameau, le ferme du Censier date de la première moitié du XIXe siècle.

## Tourisme
Le village possède plusieurs gîtes ruraux.

## Culture wallonne
La troupe de théâtre locale y présente régulièrement des spectacles en wallon où participent également des enfants et adolescents.